# Garski-Affäre
Die Garski-Affäre oder Garski-Skandal war eine politische Affäre in West-Berlin Anfang der 1980er Jahre, die letztlich zum Scheitern des Senats Stobbe II führte.

## Garskis Baugeschäfte
Der Berliner Bauunternehmer und Architekt Dietrich Garski plante Ende der 1970er Jahre Immobilienprojekte in Saudi-Arabien. Hierfür beantragte er 1978 eine erste Bürgschaft des Landes Berlin, die der Senat auch genehmigte. Der Bürgschaftsbetrag wurde später in mehreren Schritten erhöht und betrug am Ende 112 Millionen DM (in heutiger Kaufkraft 147 Millionen Euro).
Der letzten Erhöhung um 25,8 Mio. DM war ein Chefgespräch vorangegangen. In diesem Gespräch beim Regierenden Bürgermeister Dietrich Stobbe (SPD), an dem auch Finanzsenator Klaus Riebschläger (SPD) und der Wirtschaftssenator Wolfgang Lüder (FDP) teilgenommen hatten, wurde die Bürgschaftserhöhung vereinbart.

## Bürgschaftsinanspruchnahme und Aufarbeitung des Skandals
Ende 1980 wurde Garski zahlungsunfähig und das Land Berlin wurde aus der Bürgschaft in Anspruch genommen. Am 11. Dezember 1980 wurde der Vorgang in einer Sitzung des Berliner Abgeordnetenhauses thematisiert. Dietrich Stobbe gab an, „im Sommer und am vergangenen Dienstag von den zuständigen Senatoren informiert worden zu sein“ und warnte vor einer „Skandalisierung“. Stobbes Koalitionspartner FDP ging jedoch bereits in dieser Sitzung auf Distanz. Der FDP-Fraktionsvorsitzende Horst Vetter sprach von der Notwendigkeit eines Parlamentarischen Untersuchungsausschusses und forderte am Folgetag bereits einen Nachtragshaushalt.
Am 7. Januar 1981 musste Wolfgang Lüder auf Druck seiner eigenen Fraktion zurücktreten. Lüder, der seit 1971 auch Vorsitzender der FDP Berlin gewesen war, musste auch dieses Amt abgeben. Auch Harry Ristock und Klaus Riebschläger (beide SPD) legten am 8. Januar 1981 ihre Ämter nieder, Riebschläger wurde am selben Tag zum SPD-Fraktionsvorsitzenden gewählt.
In zwei mündlichen Anfragen vom 15. Januar 1981 thematisierte die CDU Berlin als Opposition den Vorgang. Der Abgeordnete Ekkehard Schmidt fragte nach der persönlichen Verantwortung des Regierenden Bürgermeisters und der Abgeordnete Uwe Ewers nach den Kosten für das Land. In der Antwort des Senats wurden Kosten von 124,27 Millionen DM sowie unbekannte Kosten bei der Berliner Baugesellschaft genannt.

## Regierungskrise
Stobbe wollte bei sich keine persönliche Verantwortung erkennen und nutzte die Rücktritte zu einer umfassenden Kabinettsumbildung. Im Vergleich zum bisherigen Senat sollten fünf neue Senatoren gewählt werden. Gemäß der Verfassung Berlins musste damals jeder Senator einzeln vom Abgeordnetenhaus bestätigt werden. Die Abstimmung geriet zum Fiasko für Stobbe.
Obwohl die sozialliberale Koalition über eine Mehrheit verfügte (61 Mandate für die SPD Berlin, 11 Mandate für die FDP bei 63 Mandaten für die oppositionelle CDU), wurde lediglich Guido Brunner mit 70 zu 64 Stimmen bestätigt.
Peter Ulrich (67 ja, 68 nein), Rainer Papenfuß (67 ja, 67 nein), Jürgen Egert (60 ja, 73 nein) und Jürgen Brinckmeier (66 ja, 68 nein) verfehlten die notwendige Mehrheit von 68 Stimmen. Nach einer Sitzungsunterbrechung legte Stobbe daraufhin sein Amt als Regierender Bürgermeister nieder.
Am 23. Januar 1981 wurde Hans-Jochen Vogel als Nachfolger für Stobbe gewählt. Der Senat Vogel blieb jedoch nur wenige Monate im Amt und wurde nach der Wahl zum Abgeordnetenhaus von Berlin 1981 durch den Senat Weizsäcker abgelöst.